# شعارهای خیزش ۱۴۰۱ ایران

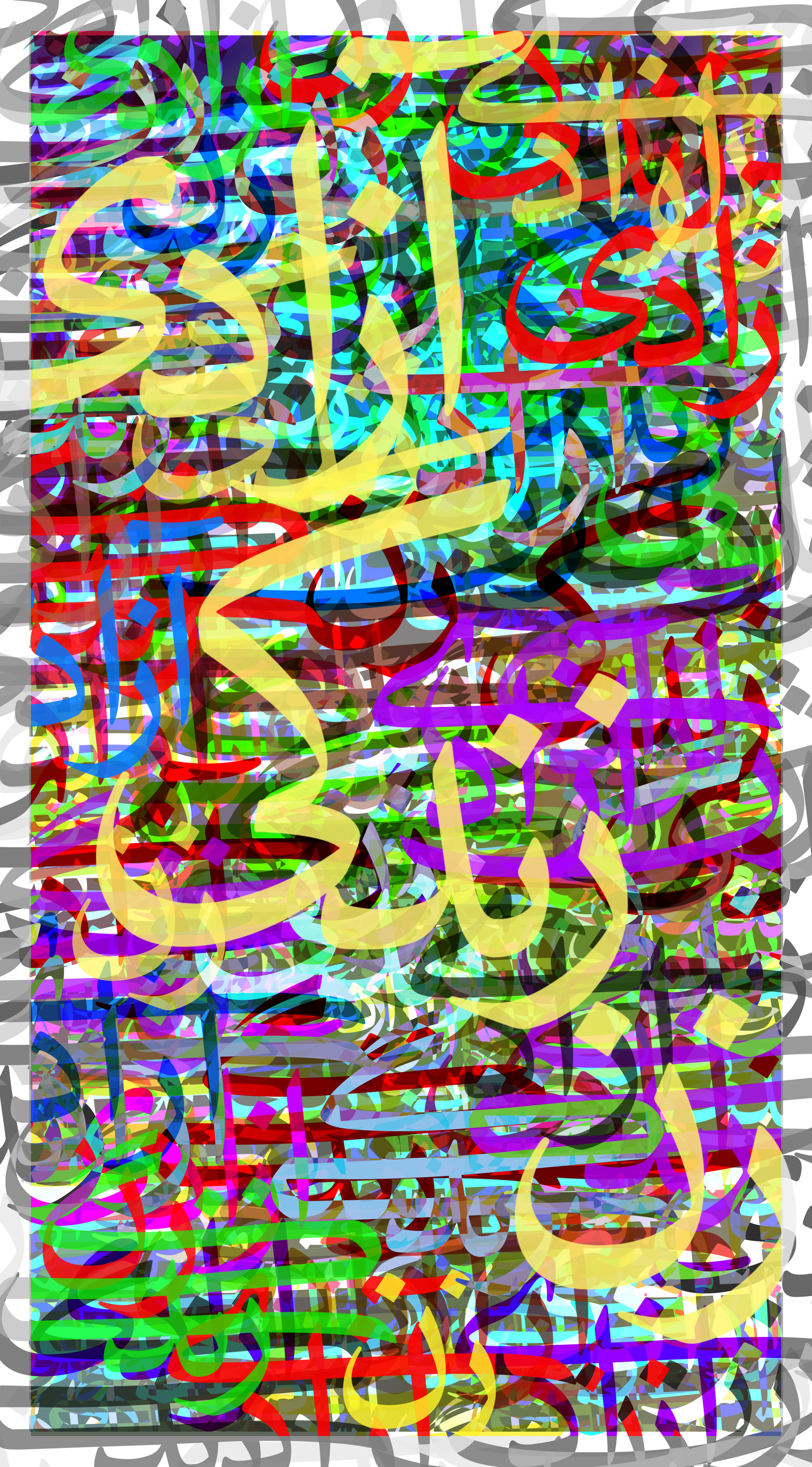
«زن، زندگی، آزادی»؛ از اصلی‌ترین شعارهای اعتراضات

در پی خیزش ۱۴۰۱ ایران در شهرهای مختلف ایران شعارهای گوناگونی توسط معترضان داده شد. تعدادی از این شعارها متمرکز بر موضوع حجاب اجباری در ایران و مسئلهٔ زنان بوده و برخی دیگر بر مخالفت معترضان با حکومت وقت ایران متمرکز است. شعار «زن، زندگی، آزادی» یکی از اصلی‌ترین شعارها از شروع این خیزش بود که از روز اول اعتراضات در شهرهای مختلف سر داده شد. شعارهایی که در اعتراضات سراسری در ایران توسط مردم در خیابان‌ها گفته شده، بسیار ساختارشکنانه و پیشرو بوده‌اند و در آن‌ها به حقوق زنان و آزادی‌های فردی، بسیار توجه شده است.

## فهرست شعارها
برخی از پرتکرارترین شعارها در خیزش ۱۴۰۱ ایران:
- زن، زندگی، آزادی[۳]
- مرگ بر خامنه‌ای[۴][۵]
- مرگ بر دیکتاتور[۶][۷][۳]
- دیکتاتور به پایان سلام کن
- آزادی، آزادی، آزادی[۳][۸]
- امسال سال خونه، سیدعلی سرنگونه[۷]
- بسیجی! برو گم شو[۲]
- توپ تانک فشفشه، آخوند باید گم بشه[۷]
- می‌کُشم می‌کشم هرآن‌که خواهرم کشت[۲]
- هیز تویی، هرزه تویی، زن آزاده منم[۹]

فهرست شعارها به ترتیب حروف الفبا:
- آبانْ ماه خونه، سید علی سرنگونه[۱۰]
- آخوند عبا رو گذاشته؛ اسلحه‌شو برداشته
- آذربایجان اُیاق دی، کردستانا دایاق دی (آذربایجان بیدار است، پناه کردستان است)[۱۱]
- آره انقلاب ترس داره؛ آره این دفعه فرق داره!
- آزادلیق عیدالت میلّی حکومت (شعاری ترکی به معنای آزادی، عدالت، حکومت ملی)[۱۱]
- آزادی اندیشه، از پنجره نمی‌شه!
- آزادی خون می‌خواهد؛ فرزندِ نترس می‌خواهد. (شعار زنان معترض)[۱۲]
- آهای آهای سرکوب‌گرا! ما می‌مونیم و شماها
- آهای آهای نشسته‌ها! مهسای بعدی از شماست[۲]
- آی دیپلماتِ تروریست! اینجا دیگه جای تو نیست!
- آخر قصه‌مون خوشه یه زن رهبر رو می‌کشه
- از آسمون پسته میاد، آخوند خوارکسه (خواهر کس‌ده) میاد[۱۳]
- از شوش تا کردستان، جانم فدای ایران
- از کردستان تا تبریز، صبر ما شده لبریز[۲]
- از کردستان تا تهران، جانم فدای ایران.[۱۴]
- از کردستان تا تهران، خونین تمام ایران[۲]
- از کردستان تا تهران، ستم علیه زنان
- اگه با هم یکی نشیم، یکی یکی تموم می‌شیم[۱۵]
- اگه باهم یکی نشیم، یکی یکی کشته می‌شیم
- امسال سال خونه، سیدعلی سرنگونه[۱۱]
- امسال می‌ده کشته سپاه، مرگ بر کل نظام[۱۶]
- استقلال، آزادی، جمهوری ایرانی[۱۷]
- استقلال، آزادی، حجاب اختیاری
- اوین شده دانشگاه، تهران شده بازداشتگاه
- ای رهبر ردداده! قبرت شده آماده
- ایران شده غرقِ خون؛ ارتش شده خفه‌خون
- ایرانی بسه دیگه، غیرتتو نشون بده[۱۸]
- ایرانی! داد بزن، حقت رو فریاد بزن[۱۸]
- ایرانیا غرق خون، استادامون خفه‌خون
- این آخرین پیامه، هدفْ خود نظامه[۱۹]
- این آخرین کلامه؛ هدف کل نظامه.[۲۰]
- این اعتراض نیست، این انقلاب است[۲۱]
- این نقشه‌ها تکراریه، داعش خودِ سپاهیه
- این همه سال جنایت، مرگ بر این ولایت[۱۸]
- با اینکه دوریم از وطن، پشت شماییم هم‌وطن!
- با خون ما نوشتید، ما مهسا رو نکشتیم!
- باتون نبر با خودت؛ جاش می‌کنن تو خودت
- باقالی پلو با گردن، بسیجی‌ها رو کردن[۲۲]
- باقالی پلو نداشتیم، برات ساندیس گذاشتیم[۲۳]
- بسیجی بی‌شرف! ساندیس شرف نمی‌شه
- بسیجی بی‌شرف! گیر می‌افتی ته خط
- بسیجی بی‌غیرت! داعش ما شمایی[۱۵][۲]
- بسیجی جیره‌خور! آخرشه، خوب بخور
- بسیجی ساندیس‌خور! بشین زمین، گُه نخور
- بسیجی کثافت! کیرم تو اون قیافه‌ات![۲۴]
- بسیجی، سپاهی، داعش ما شمایی
- بسیجی! برو گم شو[۲۵]
- بسیجی! داعشی! پیوندتان مبارک
- بسیجی دروغگو! کارت دانشجویی‌ت کو؟![۲۶]
- بسیجی بی ریشه، ایران غزه نمیشه
- بوعلی، صنعتی، حمایت حمایت (علوم پزشکی همدان)
- به آبان سلام، به پایان سلام.
- بهاءالدین قاره‌مانه، شه‌هیدی کوردستانه (بهاالدینِ قهرمان، شهیدِ کردستان).[۲۷]
- به مادرم بگویید، دیگر دختر ندارد.
- برگرد شاه برگرد شاه برگرد شاه!
- بهش نگید اعتراض، اسمش شده انقلاب[۲۸]
- بیز اُلمیه حاضیروخ، بابکین سربازیوخ (حاضر به مُردَن هستیم، سربازِ بابک هستیم)[۱۱][۱۵]
- بیکاری، بیگاری، حجاب زنْ اجباری[۲۹]
- بی‌شرف! بی‌شرف![۲]
- بی‌غیرتا نشستن، هشتادیا [متولدان دهه هشتاد] تو حبسن
- بی‌غیرت‌ها نشستن، فنی‌هامون تو حبسن[۳۰]
- به نام زن به نام زندگی، دریده شد لباس بندگی
- پلیس باشرافت، حمایت حمایت
- پنجِرَمیز باخیر باغمشیَه، مملکته ساخلیممدوز دورون باسون اِشیَه (دید پنجرمون به سمت باغمیشست، نتونستید مملکت رو نگه دارید پاشید گمشید بیرون)
- پویا، ژینا، سارینا؛ انتقام، انتقام
- تا آخوند کفن نشود، این وطنْ وطن نشود[۳۱]
- تا حرف حق رو گفتیم، صدای تیر شنُفتیم![۳۲]
- تجاوز توی زندان، اینم بود توی قرآن؟!
- تجاوز، جنایت، لعنت بر این ولایت[۱۱]
- توپ تانک فشفشه، آخوند باید گم بشه[۱۸]
- توپ تانک فشفشه، خامنه‌ای کس‌کشه[۳۳]
- توپ تانک مسلسل، دیگر اثر ندارد؛ به مادرم بگویید، دیگر دختر ندارد.
- توپ تانک نفربر، هر سه تو کون رهبر.[۳۴]
- جوانرود تنها نیست؛ ثلاث پشتیبان آن است.[۳۵]
- جوانرود تنها نیست؛ سقز پشتیبان آن است.[۳۶]
- جمهوری اسلامی، نمی‌خوایْم نمی‌خوایم[۲]
- چهار دهه جنایت، ننگ بر این ولایت[۱۵]
- چهلمِ مهسا شده، کمر نظام تا شده[۷]
- حتی اگر یک کرد بماند، کردستان باقی می‌ماند.[۳۷]
- حجاب زورْ زورکی، نمی‌خوایْم نمی‌خوایم[۳۸]
- حزب فقط حزب علی (شعار نیروهای حکومتی) / (در پاسخ:) کس ننه‌ت سیدعلی[۳۹]
- حسینْ حسین شعارتون، جنایت افتخارتون!
- حکومت اسلامی، نمی‌خواهیم نمی‌خواهیم[۲]
- حکومت ضد زن، نمی‌خوایْم نمی‌خوایم[۱۸]
- حکومت بچه‌کش، نمیخوایم نمیخوایم.
- حیدر حیدر شعارتون، جنایت افتخارتون!
- خونی که در رگ ماست خوراک رهبر ماست
- خامنه‌ای تسلیم شو
- خامنه‌ای حیا کن، مملکتو رها کن[۴۰]
- خامنه‌ای خمینی دیگره، این یکی از اون یکی کسکش‌تره[۴۱]
- خامنه‌ای ضحاک! می‌کِشیمت زیر خاک[۱۸]
- خامنه‌ای قاتله، حکومتش باطله[۲]
- خامنه‌ای یزید شده، یزیدْ روسفید شده
- خواهرامون تو زندون، برادرا غرق خون
- خونین تمام ایران، از کردستان تا تهران[۴۲]
- دانشجو می‌میرد، ذلت نمی‌پذیرد
- دانشجوها تو زندون، استادامون خفه‌خون.
- دانشجوآ دستبند به‌دست؛ خلافکارا باتون به‌دست!
- دایه! دایه! وقت جنگه![۴۳][۴۴]
- دریدند و دریدند، شریف رو به خون کشیدند![۶]
- دویدم و دویدم، بسیجی رو گاییدم!
- دشمن ما همینجاست دروغ میگن آمریکاست.
- دیکتاتور رفتنی‌ست، آبان ادامه دارد
- رضاشاه! روحت شاد
- رضاشاه! می‌میریم، مملکتو می‌گیریم[۱۱]
- روحت شاد رضاشاه
- رهایی، حق ماست؛ قدرت ما جمع ماست[۱۵]
- زن، زندگی، آزادی؛ مَرد، میهن، آبادی[۴۵]
- ژن، ژیان، ئازادی (زن، زندگی، آزادی).[۴۶]
- سبزی پلو با ماهی، کس ننه‌ت سپاهی[۴۷]
- سبزی پلو با ماهی، لعنت به تو سپاهی
- سپاه جنایت می‌کنه، رهبر حمایت می‌کنه!
- سخنگو[ی حکومت]! برو گمشو[۳]
- سقز تنها نیست، سنندج پشتیبانش است[۳]
- سکوتِ تو سلاح می‌شه؛ سید علی وحشی‌تر می‌شه!
- سکوتِ تو فشنگ می‌شه؛ سپاهی سرکش‌تر می‌شه!
- سفارت روسیه لانه جاسوسیه
- سلیبریتیِ خوش غیرت؛ سکوت به این جنایت؟!
- سنندج، زاهدان، چشم و چراغ ایران
- سید علی بی‌بتّه! هولت می‌دیم تو بشکه
- سید علی بی‌ریشه! خیزش، تموم نمی‌شه[۴۸]
- سیستم فاسد نمی‌خوایْم، مهمون قاتل نمی‌خوایم.[۳]
- شهرا همه غرق خون جوون نموند برامون
- شاهچراغْ خون شده، دست نظام رو شده (مرتبط با حمله به حرم شاه‌چراغ).
- شاهچراغْ رِکس دیگه است، اینم یه نیرنگ دیگه است.
- شاهچراغم غرق خون قاتلانت سرنگون
- شهید نمی‌میرد.[۴۹]
- شاهزاده کجایی به داد ما بیایی[۵۰]
- شاهنشاه روحت شاد
- عدالت، آزادی، پوشش اختیاری[۵۱]
- عدالت، آزادی، نه به حجاب اجباری
- عمامه رهبری، وقتشه که بپری[۵۲]
- فرزند کارگرانیم، کنارشان می‌مانیم[۵۳]
- فقر فساد گرونی، میریم تا سرنگونی
- فکر نکنی یه روزه، قرار ما هر روزه
- فکر نکنید امروزه، قرار ما هر روزه
- قسم به خون یلدا ایستاده‌ایم تا فردا
- قسم به خون مهسا، ایران می‌گردد آزاد
- قسم به خون یاران، ایران می‌گردد آزاد
- قسم به خون یاران، ایستاده‌ایم تا پایان
- قسم به خون کیان، آزاد میشه ایران
- کالباس توخوم بربری سیکیم قحبه رهبری (شعار جوانان تبریزی به معنی کالباس، تخمه، بربری رهبر جنده رو بگام)
- کردستان، کردستان، چشم و چراغ ایران[۵۴]
- کردستان، کردستان، عزیز دل ایران
- کردستان، کردستان، گورستان فاشیستان[۵۵][۵۶]
- کُرد، بلوچ و آذری؛ آزادی و برابری.[۵۷]
- کرد و بلوچ برادرند، تشنه خون رهبرند[۵۸]
- کشته شده خدانور به دست چند تا مزدور
- کشته شده صد نفر؛ تیم ملی‌شون رفته قطر.[۵۹]
- کشته ندادیم که سازش کنیم، رهبر قاتل را ستایش کنیم[۶۰]
- کوشتن له سه‌ر ڕووسه‌ری، تا به که‌ی قوڕ به‌سه‌ری (به فارسی: کشتن برای روسری، تا کِی چنین خاک‌برسَری)[۳]
- کشتن به‌خاطر روسری، تا کِی چنین خاک‌برسَری[۶۱]
- گر دین شما این است من کافر دورانم
- گشت ارشاد بهانه است، اصل نظام نشانه است
- گشت ارشاد بهانه است، هدف اصل نظام است[۶۲]
- گشت ارشاد، گشت کشتار!
- گولم زدن با ساندیس، یهو دیدم دولم نیس[۶۳]
- ما از ایران نمی‌ریم، ایران رو پس می‌گیریم[۱۱]
- مادر گریه نکن برای فرزندت؛ عهد می‌بندم بگیرم انتقامش را.[۶۴]
- ما همه مهسا هستیم، بجنگ تا بجنگیم[۶۵][۶۶]
- ما تماشاچی نمی‌خواهیم، به ما ملحق شوید
- مثل شهید یاسرم، برای مرگ حاضرم
- مجتبی [خامنه‌ای]! بمیری، رهبری رو نبینی[۶۷]
- محاکمه، همین روزاس؛ سید علی، دنبال سوراخ!
- مرگ بر اصل ولایت فقیه[۶۸]
- مرگ بر بسیجی[۶۹]
- مرگ بر جاش (مزدور جمهوری اسلامی).[۷۰]
- مرگ بر جمهوری اسلامی[۷۱][۷۲]
- مرگ بر حکومت بچه‌کش
- مرگ بر خامنه‌ای[۷۳]
- مرگ بر دیکتاتور[۷۳]
- مرگ بر سپاهی[۷۴][۷۵]
- مرگ بر ستمگر، چه شاه باشه چه رهبر[۷۶][۷۷]
- مرگ بر ماشین گشت کشتار[۷۸]
- مقنعه رو سوزوندیمش، سرکوب‌گَرو پوکوندیمش.
- من زنده‌ترین خونم از مرگ نترسانم.
- مهاباد تنها نیست؛ یارسان پشتش است.[۷۹]
- مهاباد، کردستان، تنها نیست؛ کُرد، پشتیبان آن‌هاست.[۸۰]
- مهسا امینی! روحت شاد[۸۱]
- مهسا حدیث سیاوش، آتش جواب آتش[۸۲]
- می‌جنگیم می‌میریم، ایران رو پس می‌گیریم[۱۸][۳]
- می‌کُشم می‌کشم، هر آن که خواهرم کشت
- مَرد، میهن، آبادی
- مُحصّلا رو بردن؛ جنازه‌شو آوردن!
- نترسید، نترسید، ما همه باهم هستیم
- نه اصلاح نه عرزش لعنت به هر دو جاکش (اشاره به اصلاح طلب و اصول گرا)
- ننگ ما ننگ ما، پلیس الدنگ ما[۱۵]
- ننگ ما ننگ ما، رهبر الدنگ ما[۸۳]
- نه آخوند، نه ملا، کیرم تو آیت‌الله (در دانشگاه امیرکبیر، ۷ آبان)[۸۴]
- نه این وری، نه اون وری، کیرم تو بیت رهبری[۸۵][۸۶][۸۷][۸۸][۸۹][۹۰]
- نه روسری، نه توسری، آزادی و برابری[۲]
- نه سلطنت نه رهبری، دموکراسی برابری[۹۱][۹۲]
- نه شاه‌چیام نه شیخ‌چی، میللت‌چی‌ام میللت‌چی[۹۳] یعنی: نه طرفدار شاه هستم، نه شیخ، طرفدار ملتم
- نه شیخ می‌خوایْم نه ملا، لعنت به آیت‌الله[۹۴]
- نه غزه، نه لبنان، جانم فدای ایران
- نتَم شده تری‌جی(3g)، کس ننه‌ت بسیجی![۲۴]
- وای به روزی که مسلح شویم![۹۵]
- هر یک نفر کشته شه، هزار نفر پشتشه[۹۶]
- هرکسی بیطرفه مسلماً بیشرفه
- همونی که چلاقه، قاتل شاهچراغه![۹۷]

## ساختار شعارها
- شعارهای اجتماعی
- شعارهای سیاسی
- علیه علی خامنه‌ای
- علیه نیروهای سرکوبگر
- در جهت همبستگی ملی
- شعارها دربارهٔ کشته‌شدگان

در اعتراضات ۱۴۰۱ موضوع انقلاب به صورت گسترده‌ای مطرح شده و «بهش نگین اعتراض اسمش شده انقلاب» و «این دیگه اعتراض نیست، شروع انقلابه» از جمله شعارهای معترضان بود.
برخی از این شعارها همچو شعار «امسال می‌ده کشته سپاه، مرگ بر کل نظام» برگرفته از آهنگ‌های اعتراضی خوانندگانی چون شاپو است.
شعارهای این اعتراضات نسبت به شعارهای اعتراضات سال‌های ۷۸ تا کنون و حتی شعارهای سال ۹۸ که تنها سه سال از آن گذشته است، به لحاظ محتوا، خواسته‌ها، ادبیات و حتی آهنگ تفاوتی ساختاری دارد. برخی از شعارها به صورت صریح حکومت و رهبر جمهوری اسلامی را نشانه گرفته و به دیگر مقامات حکومت نمی‌پردازد. برای نخستین بار شعارهایی با محتوای جنسی در برخی از اعتراضات بیان و ویدیوهای آن در فضای عمومی نیز منتشر شده است.